# Marazzi Group
Marazzi Group este o companie italiană producătoare de plăci ceramice (gresie și faianță), fiind lider mondial în domeniu.
Grupul deține 18 fabrici pe patru continente și furnizează produse în valoare de circa 1,5 miliarde de euro pe an în 132 de țări.
În anul 2006, compania a inaugurat cea mai mare fabrică de plăci ceramice din regiune, în Rusia, cu o investiție de 200 de milioane de euro.